# Breitscheid, Hessen
Breitscheid är en kommun och ort i Lahn-Dill-Kreis i Regierungsbezirk Gießen i förbundslandet Hessen i Tyskland.